# Nick Kergozou
Nicholas "Nick" Kergozou, né le 29 avril 1996 à Invercargill, est un coureur cycliste néo-zélandais. Il évolue au sein de l'équipe St George Continental.

## Biographie
Le 22 octobre 2015, son transfert au sein de la nouvelle équipe continentale Dynamo Cover est annoncé. Cependant, l'équipe ne voit pas le jour.

## Palmarès sur route

### Par année
- 2014
  - 3e de la Gore to Invercargill Classic
- 2016
  - 6e étape du Tour of the Great South Coast
- 2019
  - South Waikato Council District Classic
- 2022
  - 3e étape de la New Zealand Cycle Classic
  - 3e du championnat de Nouvelle-Zélande du critérium
- 2023
  - 8e étape du Tour de Southland
- 2024
  - 6e étape du Tour de Thaïlande
- 2025
  - 6e étape du Tour de Thaïlande
  - 3e, 5e, 7e, 8e, 9e, 11e, 12e, 21e, 22e, 23e et 25e étapes de la HTV Cup

### Classements mondiaux
| Année                                 | 2017  | 2018 | 2019 | 2020  | 2021  | 2022  | 2023  | 2024  |
| ------------------------------------- | ----- | ---- | ---- | ----- | ----- | ----- | ----- | ----- |
| Classement mondial                    | 1875e | nc   | nc   | 2000e | 2957e | 2141e | 3310e | 2062e |
| UCI America Tour                      | 236e  | nc   |      |       |       |       |       |       |
| UCI Oceania Tour                      | nc    | nc   | nc   | 98e   | 99e   | 93e   | nc    | nc    |
|                                       |       |      |      |       |       |       |       |       |
| Légende : nc = non classéSource : UCI |       |      |      |       |       |       |       |       |

## Palmarès sur piste

### Championnats du monde
- Londres 2016
  - 7e de la poursuite par équipes
- Hong Kong 2017
  -  Médaillé d'argent de poursuite par équipes
  - 9e du kilomètre
  - 11e de la poursuite[3]
- Apeldoorn 2018
  - 5e de la poursuite par équipes[4]
- Pruszków 2019
  - 8e de la poursuite par équipe[5]
  - 10e du kilomètre
- Glasgow 2023
  -  Médaillé de bronze de la poursuite par équipes

### Championnats du monde juniors
- Séoul 2014
  -  Médaillé de bronze de la poursuite par équipes juniors

### Coupe du monde
- 2017-2018
  - 1er de la poursuite par équipes à Milton (avec Campbell Stewart, Jared Gray et Tom Sexton)
  - 1er de la poursuite par équipes à Santiago  (avec Harry Waine, Jared Gray et Tom Sexton)
- 2018-2019
  - 1er de la poursuite par équipes à Cambridge (avec Campbell Stewart, Jordan Kerby, Regan Gough et Tom Sexton)
- 2019-2020
  - 2e de la poursuite par équipes à Hong Kong
  - 3e de la poursuite par équipes à Cambridge
- 2025
  - 3e de la poursuite par équipes à Konya

### Coupe des nations
- 2022
  - 2e du kilomètre à Milton
- 2023
  - 2e de la poursuite par équipes à Jakarta

### Championnats d'Océanie
| Édition / Épreuve | Kilomètre | Poursuite individuelle | Poursuite par équipes               | Américaine          | Scratch | Omnium |
| Invercargill 2015 |           |                        | Or (avec Roulston, Gate et Mudgway) | Or (avec Karwowski) |         | Bronze |
| Melbourne 2016    |           | Argent                 | Argent                              |                     |         |        |
| Cambridge 2017    | Bronze    |                        | Argent                              |                     |         |        |
| Invercargill 2019 | Or        |                        |                                     |                     |         |        |
| Brisbane 2022     | Argent    |                        | Argent                              |                     |         |        |
| Brisbane 2023     |           |                        | Argent                              |                     |         |        |
| Cambridge 2024    | Bronze    |                        | Bronze                              |                     |         |        |
| Brisbane 2025     |           |                        |                                     |                     | Bronze  |        |

### Championnats nationaux
| - 2014 - Champion de Nouvelle-Zélande de l'omnium juniors - 2017 - Champion de Nouvelle-Zélande de poursuite par équipes - 2e du championnat de Nouvelle-Zélande de poursuite - 2e du championnat de Nouvelle-Zélande de l'américaine - 2e du championnat de Nouvelle-Zélande de course aux points - 3e du championnat de Nouvelle-Zélande de vitesse par équipes - 2019 - Champion de Nouvelle-Zélande du kilomètre - Champion de Nouvelle-Zélande de vitesse par équipes - Champion de Nouvelle-Zélande de poursuite par équipes - 2020 - Champion de Nouvelle-Zélande du kilomètre - Champion de Nouvelle-Zélande de vitesse par équipes - 2e du championnat de Nouvelle-Zélande de poursuite par équipes - 3e du championnat de Nouvelle-Zélande de l'omnium | - 2021 - Champion de Nouvelle-Zélande du kilomètre - Champion de Nouvelle-Zélande de poursuite par équipes - 2e du championnat de Nouvelle-Zélande de poursuite - 2e du championnat de Nouvelle-Zélande de scratch - 2022 - Champion de Nouvelle-Zélande du kilomètre - Champion de Nouvelle-Zélande de vitesse par équipes - 2024 - Champion de Nouvelle-Zélande du kilomètre - Champion de Nouvelle-Zélande du scratch - 2e du championnat de Nouvelle-Zélande de poursuite - 2e du championnat de Nouvelle-Zélande de poursuite par équipes - 3e du championnat de Nouvelle-Zélande de l'élimination - 3e du championnat de Nouvelle-Zélande de l'omnium |  |